# Na Thawi
Na Thawi (em tailandês: อำเภอนาทวี) é um distrito da província de Songkhla, no sul da Tailândia. É um dos 16 distritos que compõem a província. Sua população, de acordo com dados de 2012, era de 62 468 habitantes, e sua área territorial é de 747 km².